# 科内尔·博尔歇斯
科内尔·博尔歇斯（德語：Cornell Borchers，1925年3月16日—2014年5月12日），女，德国演员、歌手。曾获得英国电影学院奖最佳女主角。